# Mporokoso (Sambia)
Mporokoso, auch Mumpolokoso, ist eine Kleinstadt mit 30.381 Einwohnern (2022) in der Nordprovinz von Sambia auf etwa 1430 Metern Höhe. Sie ist Sitz der Verwaltung des gleichnamigen Distrikts.

## Geografie
Mporokoso liegt 1150 Kilometer nördlich von Lusaka und 170 Kilometer westlich von Kasama nahe am Mweru-Wantipa-See, aber jenseits der Mporokosoberge, die geomorphologisch zum Bangweulubecken gehören.

## Soziales
Mporokoso hat vor allem November 1998 bis März 1999 Geschichte geschrieben, als 25.000 Flüchtlinge aus der Demokratischen Republik Kongo vor den Kämpfen des Bürgerkrieges dorthin flohen und von der UNHCR versorgt werden mussten. Das Flüchtlingslager Mwange und Kala liegt 34 Kilometer westlich, doch die Stadt wurde das logistische Zentrum der UN-Hilfe, was nach gravierenden Versorgungsproblemen und Aufständen im Lager deren Infrastruktur sehr verbessert hat.

## Infrastruktur
In Mporokoso gibt es ein 1976 gebautes Krankenhaus das den gesamten Distrikt versorgt. Es gibt Schulen und einen Markt.

## Tourismus
Mporokoso ist Durchgangsstation auf der Fahrt zum Nsumbu-Nationalpark und zu den 95 Kilometer entfernten Wasserfällen des Flusses Kalungwishi. Das sind die Lumangwe-Fälle, Chimpepefälle, Kabwelumafälle, Kundabwikufälle und Mumbulumafälle. Mporokoso liegt am Fluss Chisenga, einem Nebenfluss des Kalungwishi. Die Kapumafälle des Flusses Mutoloshi sind zwei Kilometer vom Agrarischen Trainingszentrum entfernt. Weiter gibt es in etwa 40 Kilometer Entfernung die kleinen, aber hohen Lupupafälle des Flusses Mukubwe. 24 Kilometer südöstlich befinden sich die 15 Meter hohen  Pulefälle des Flusses (nördlicher) Luangwa und südwestlich weitere Fälle, die ebenfalls Mumbulumafälle heisen und zur Energiegewinnung genutzt werden. Das Umland ist von Kassava- und Bananenfeldern und Dambo geprägt.